# Masahiko Tomouchi
Masahiko Tomouchi (jap. 塘内 将彦 Tomouchi Masahiko; ur. 13 lipca 1977) – japoński judoka. Olimpijczyk z Aten 2004, gdzie odpadł w eliminacjach w wadze półśredniej.
Uczestnik mistrzostw świata w 1999, 2007, 2009. Startował w Pucharze Świata w latach 1998–2002, 2004, 2007–2009. Brązowy medalista mistrzostw Azji w 2004 roku.

## Letnie Igrzyska Olimpijskie 2004
| Konkurencja | Eliminacje             | Repasaże              | Klas. końcowa |
| Konkurencja | Przeciwnik I           | Przeciwnik II         | Miejsce       |
| ----------- | ---------------------- | --------------------- | ------------- |
| 81 kg       | Roberto Meloni (ITA) P | Dmitrij Nosow (RUS) P | 7.            |